# Logos Live
Logos Live es el nombre del cuarto álbum en vivo del grupo alemán de música electrónica Tangerine Dream. Editado en 1982 por Virgin Records se trata de una selección del concierto que el grupo ofreció el 6 de noviembre de 1982 en el Dominion Theatre de Londres.
El álbum suele ser considerado de manera positiva por los aficionados al grupo. Tim Peacock en uDiscovermusic lo identifica como "un clásico de una banda que hizo una especialidad en la elaboración de álbumes en vivo, capturando los mejores momentos de un concierto sobresaliente".

## Producción

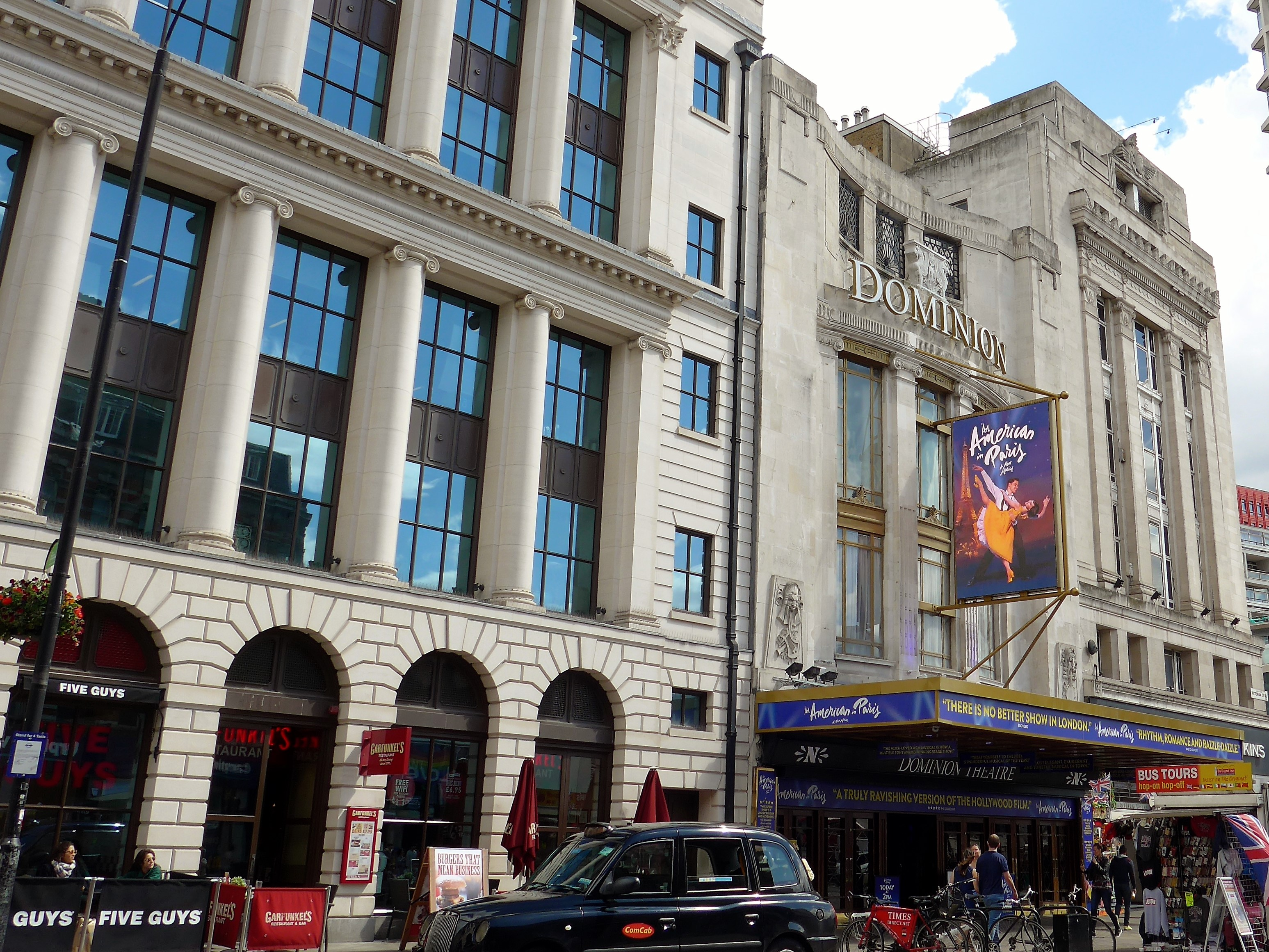
Fachada exterior del Dominion Theatre (Londres)

Entre mediados de octubre y noviembre de 1982 Tangerine Dream realizó una gira por Europa con 31 conciertos en Austria, Hungría, Yugoslavia, Reino Unido, Bélgica y República Democrática Alemana y República Federal Alemana. 
El programa del concierto estaba compuesto por extractos de discos anteriores, como Exit (1981) y White Eagle (1982), alguna pieza inédita y la suite denominada «Logos» que es la pieza central de la grabación. Se compone de 9 piezas de nombre «Logos» con nombres de colores, enlazadas en continuidad y agrupadas en las dos caras del LP más una titulada «Dominion». La banda quedó muy satisfecha con el resultado de la grabación del concierto registrado en Londres y Johannes Schmoelling lo identifica como uno de sus álbumes favoritos con el grupo.

"El concepto en vivo y la transición suave entre una idea y la siguiente son las claves del éxito del álbum."
Johannes Schmoelling 

Virgin Records reeditó el disco en formato CD en 1995 uniendo las pistas «Logos, Part One» y «Logos, Part Two» en una sola, práctica que ha seguido presente en las siguientes reediciones del álbum.

## Lista de temas
| N.º   | Título                                                | Escritor(es)                                         | Duración |  |
| 1.    | «Logos, Part One (Intro, Cyan, Velvet, Red and Blue)» | Christopher Franke Johannes Schmoelling Edgar Froese | 25:41    |  |
| 2.    | «Logos, Part Two (Black, Green, Yellow and Coda)»     | Christopher Franke Johannes Schmoelling Edgar Froese | 19:28    |  |
| 3.    | «Dominion»                                            | Christopher Franke Johannes Schmoelling Edgar Froese | 5:45     |  |
| 50:15 |                                                       |                                                      |          |  |

## Personal
- Edgar Froese - Instrumentación, sintetizador y producción
- Christopher Franke - Instrumentación, sintetizador, mezcla y producción
- Johannes Schmoelling - Instrumentación, sintetizador, mezcla y producción
- Chris Blake - Ingeniero de grabación
- Monique Froese - Diseño y fotografía
- Jürgen & Thomas - fotografía